# Morgen (unità di misura)
Un morgen era una unità di misura utilizzata in Germania, Paesi Bassi, Polonia e le colonie olandesi, comprese Sudafrica e Taiwan. Le dimensioni di un morgen variano da 1⁄2 a 2⁄1 acri, cioè approssimativamente tra 0,2 ed 1 ettaro. Fu anche usato in Prussia, nei Balcani, Norvegia e Danimarca, dove era uguale a circa due terzi di un acro (0,27 ettari).
La parola è anche utilizzata come sinonimo tedesco o olandese di "mattina". In modo simile all'acro imperiale, è pari circa alla quantità di terra lavorabile nelle ore mattutine di una giornata da un uomo che utilizza un aratro a singola lama trainato da un bue od un cavallo. Il morgen corrisponde a circa il 60 - 70% del "Tagwerk" (letteralmente "lavoro di una giornata") che si riferisce alla quantità di terreno arabile in una intera giornata. Nel 1869 nella confederazione della Germania del Nord fissò il morgen ad un quarto di ettaro (2500 metri quadri) ma nei tempi moderni il lavoro agricolo viene piuttosto misurato come ettari interi. 
Il Morgen è ancora usato a Taiwan col nome di "kah"; 1 kah è circa 2 acri o 9,000 m2.